# Sainte-Croix, Vaud
Sainte-Croix är en ort och kommun i distriktet Jura-Nord vaudois i kantonen Vaud, Schweiz. Kommunen har 5 068 invånare (2023).
I kommunen finns även ett antal byar, däribland Culliairy, L'Auberson, La Chaux, La Sagne, La Vraconnaz, Le Château-Sainte-Croix och Les Replans.